# Gare d'Arleux
La gare d'Arleux est une gare ferroviaire française de la ligne de Saint-Just-en-Chaussée à Douai, située sur le territoire de la commune d'Arleux dans le département du Nord, en région Hauts-de-France. 
Elle est mise en service en 1881 par la Compagnie des chemins de fer de Picardie et des Flandres avant de devenir une gare de la Compagnie des chemins de fer du Nord en 1883. C'est une halte voyageurs de la Société nationale des chemins de fer français (SNCF), desservie par des trains TER Hauts-de-France.

## Situation ferroviaire
Établie à 38 mètres d'altitude, la gare d'Arleux est située au point kilométrique (PK) 212,6 de la ligne de Saint-Just-en-Chaussée à Douai, entre les gares de Brunémont et de Cantin.

## Histoire
La gare d'Arleux est prévue dans le projet du tracé de la ligne de Cambrai à Douai concédée à la Compagnie des chemins de fer de Picardie et des Flandres, en août 1880 le gros œuvre du bâtiment voyageurs est réalisé et elle doit être mise en service lors de l'ouverture de la ligne prévue en 1881.
Le 27 septembre 1902, le déraillement d'un train en gare d'Arleux fait 24 morts et 60 blessés.

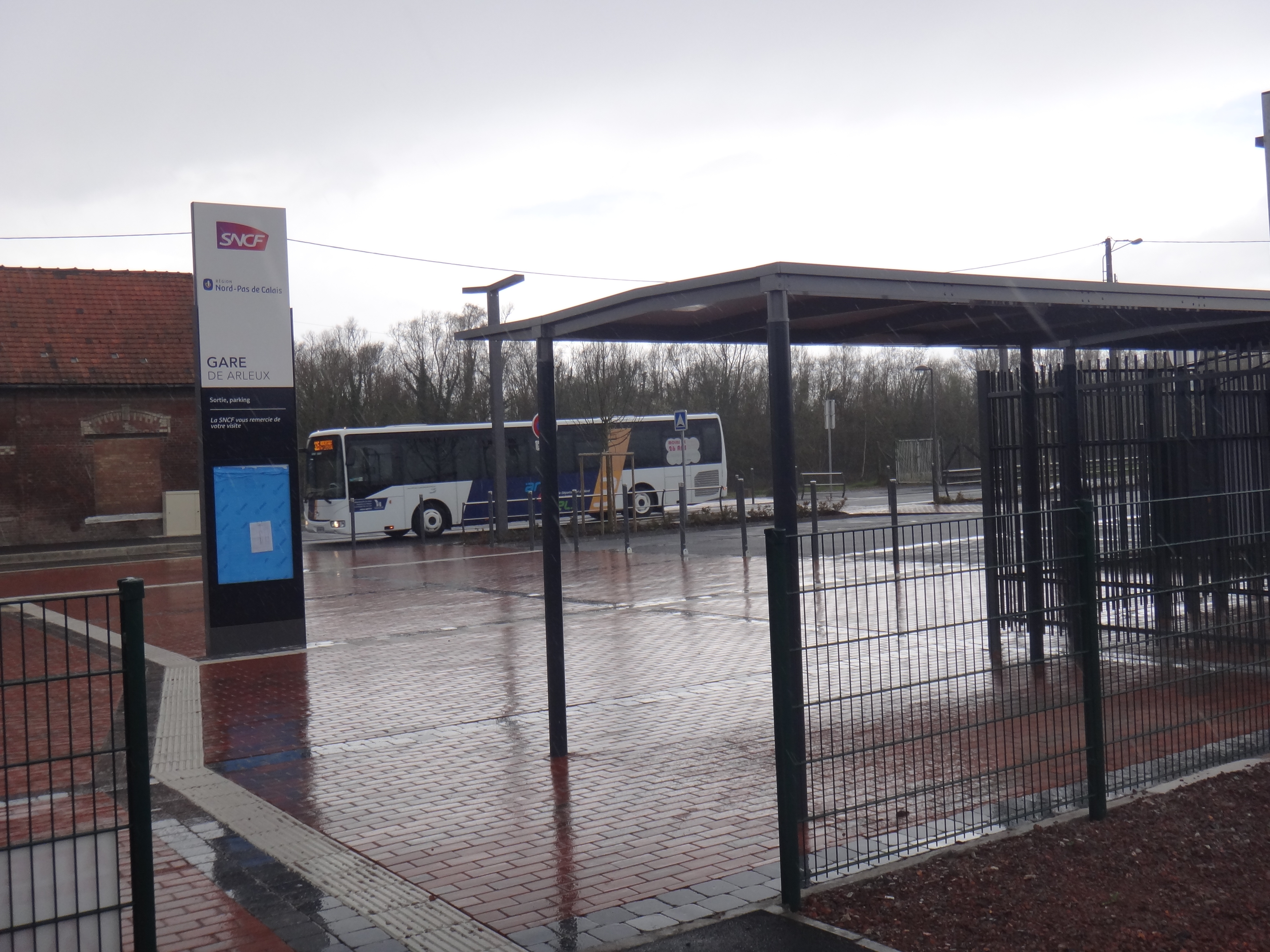
Entrée de la gare.

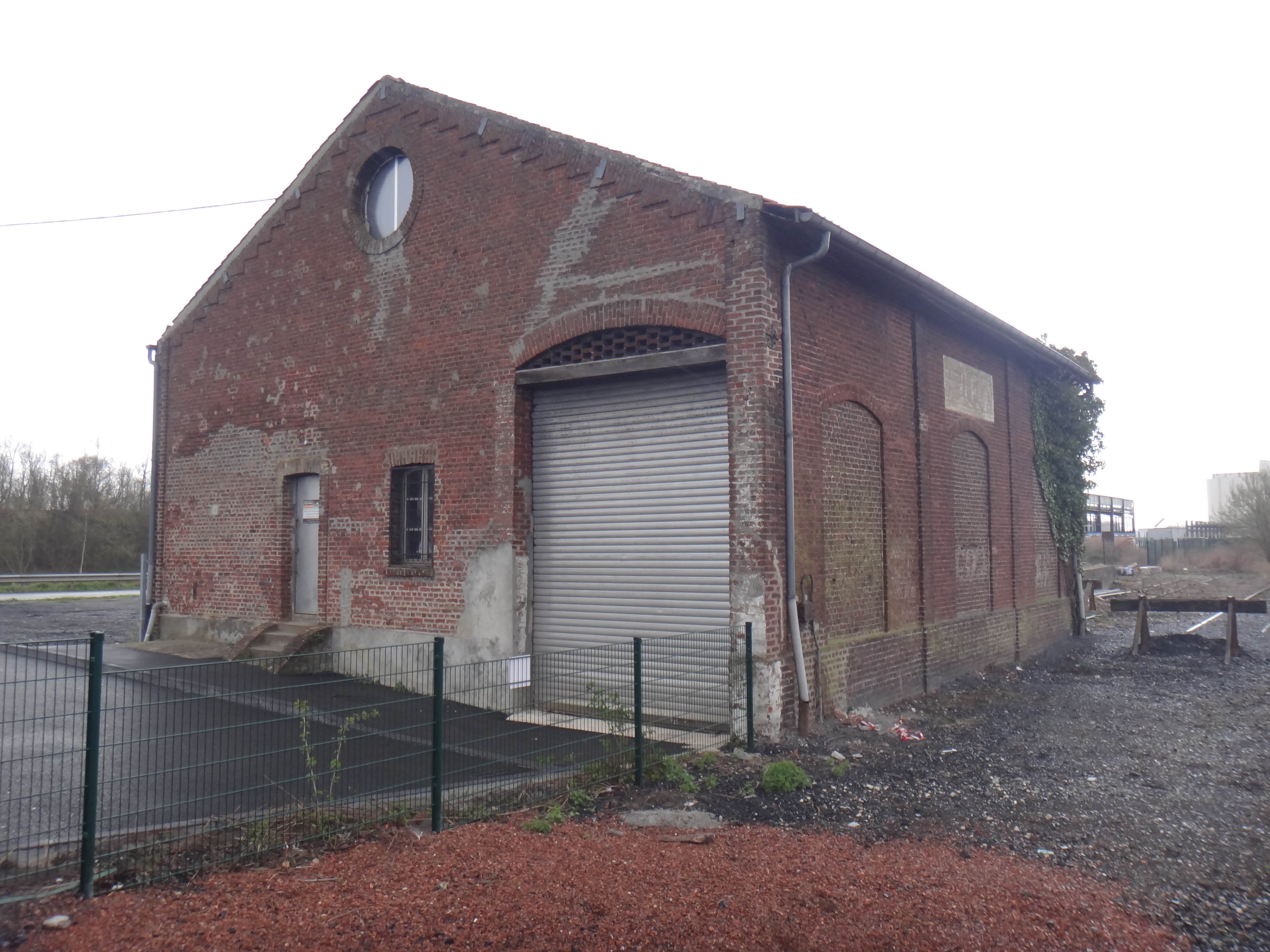
La halle.

## Service des voyageurs

### Accueil
Halte SNCF, c'est un point d'arrêt non géré (PANG) à accès libre.

### Desserte
Arleux est desservie par des trains TER Hauts-de-France qui effectuent des missions entre les gares de Lille-Flandres, ou de Douai, et de Saint-Quentin, ou de Cambrai.

### Intermodalité
Un parking pour les véhicules y est aménagé.
La gare est desservie par la ligne 21 du réseau Évéole.